# Glaswaldsee
Der Glaswaldsee in der Nähe von Bad Rippoldsau-Schapbach im Mittleren Schwarzwald liegt in einem Kar, das in den steilen Osthang der Lettstädter Höhe eingesenkt ist. Er ist ein Teilgebiet des 1960 unter dem gleichen Namen eingerichteten Naturschutzgebietes.
Der See wurde während der letzten Eiszeiten durch einen Gletscher aus dem Buntsandstein herausgehobelt. Steile Ufer säumen den bis zu 11 Meter tiefen und etwa 3 ha großen See. Sein Durchmesser variiert zwischen 170 und 220 Metern. Der Glaswaldsee wird durch unterirdische Wasserzutritte gespeist; sein oberirdisches Einzugsgebiet umfasst, eine künstliche Beileitung aus dem obersten Seebach unberücksichtigt, nur etwa 190 Hektar.
In früheren Jahrhunderten als Wilder See bezeichnet (wie auch Wildsee am Ruhestein und Wildsee bei Kaltenbronn), geht der heutige Name auf die Herstellung von Glasflaschen in den benachbarten Orten zurück. Bis heute ist der Wasserspiegel des Glaswaldsees durch eine Sandsteinmauer angehoben, was früher mittels Schwallung die Holztrift ermöglichte und die Flößerei im Tal der Wolf unterstützte.
Der Glaswaldsee ist einer der ersten Seen des Schwarzwaldes, die trigonometrisch vermessen und kartografiert wurden. 1655 beauftragte Landgraf Friedrich Rudolf von Fürstenberg-Stühlingen den Basler Pfarrer Jakob Mentzinger, eine Karte seines Herrschaftsgebietes im Kinzigtal anzufertigen. Wohl um seine Vorgehensweise bei der Landesvermessung zu illustrieren, zeichnete Mentzinger im unteren Teil seiner Karte eine vergrößerte Ansicht des Glaswaldsees mit den von ihm vorgenommenen Berechnungen.

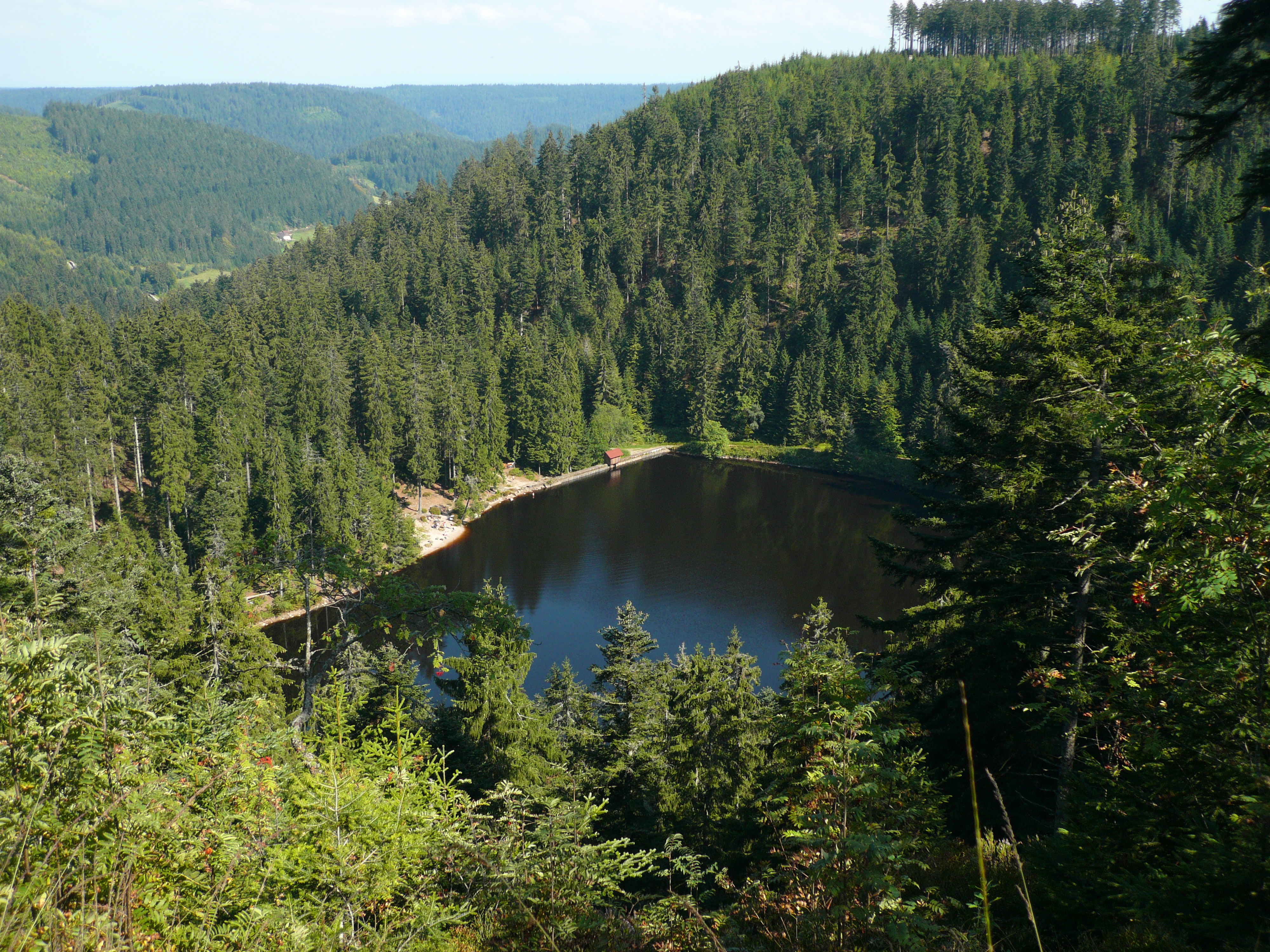
Glaswaldsee von der Lettstädter Höhe
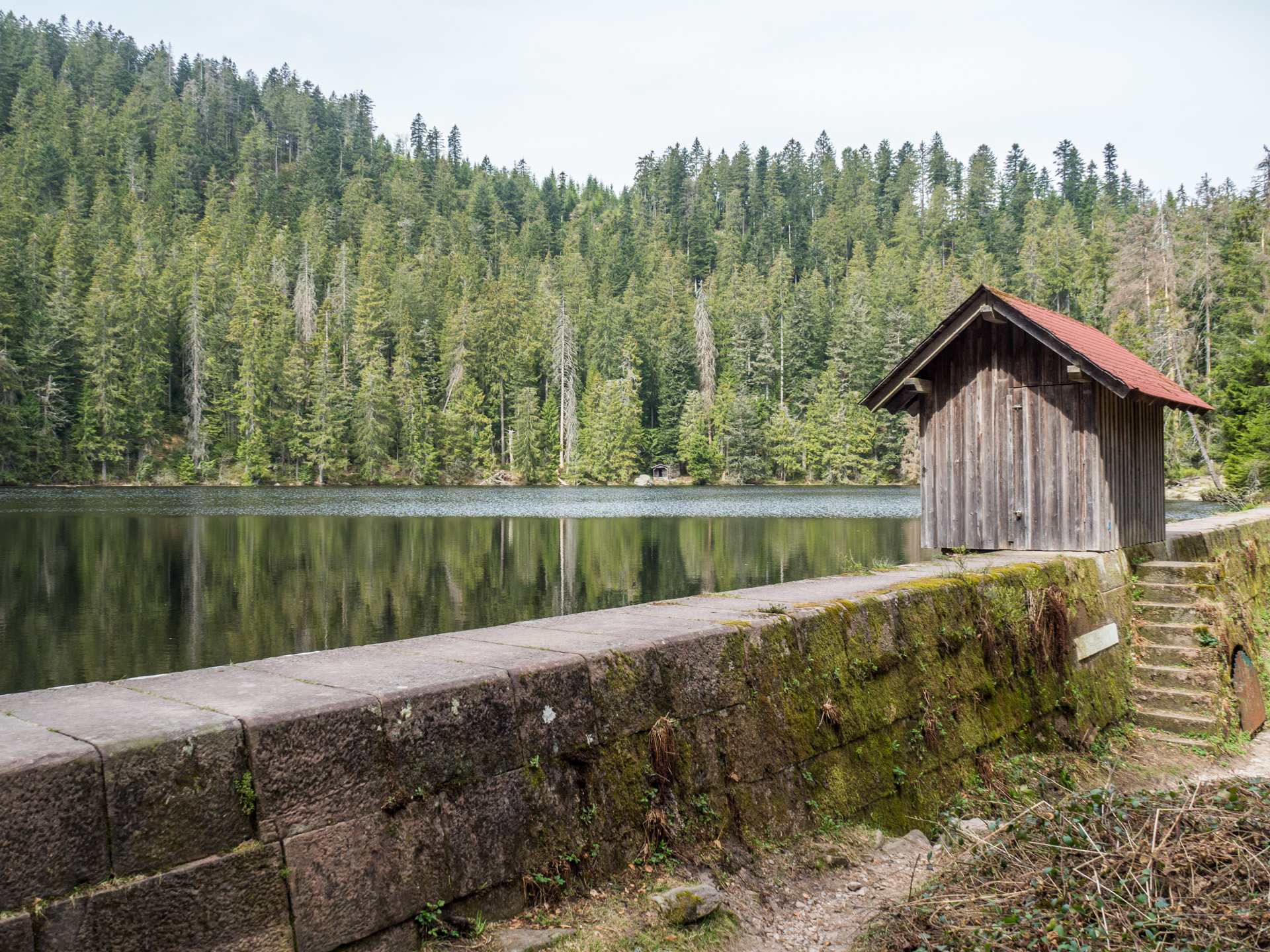
1846 angelegte Staumauer des Glaswaldsees
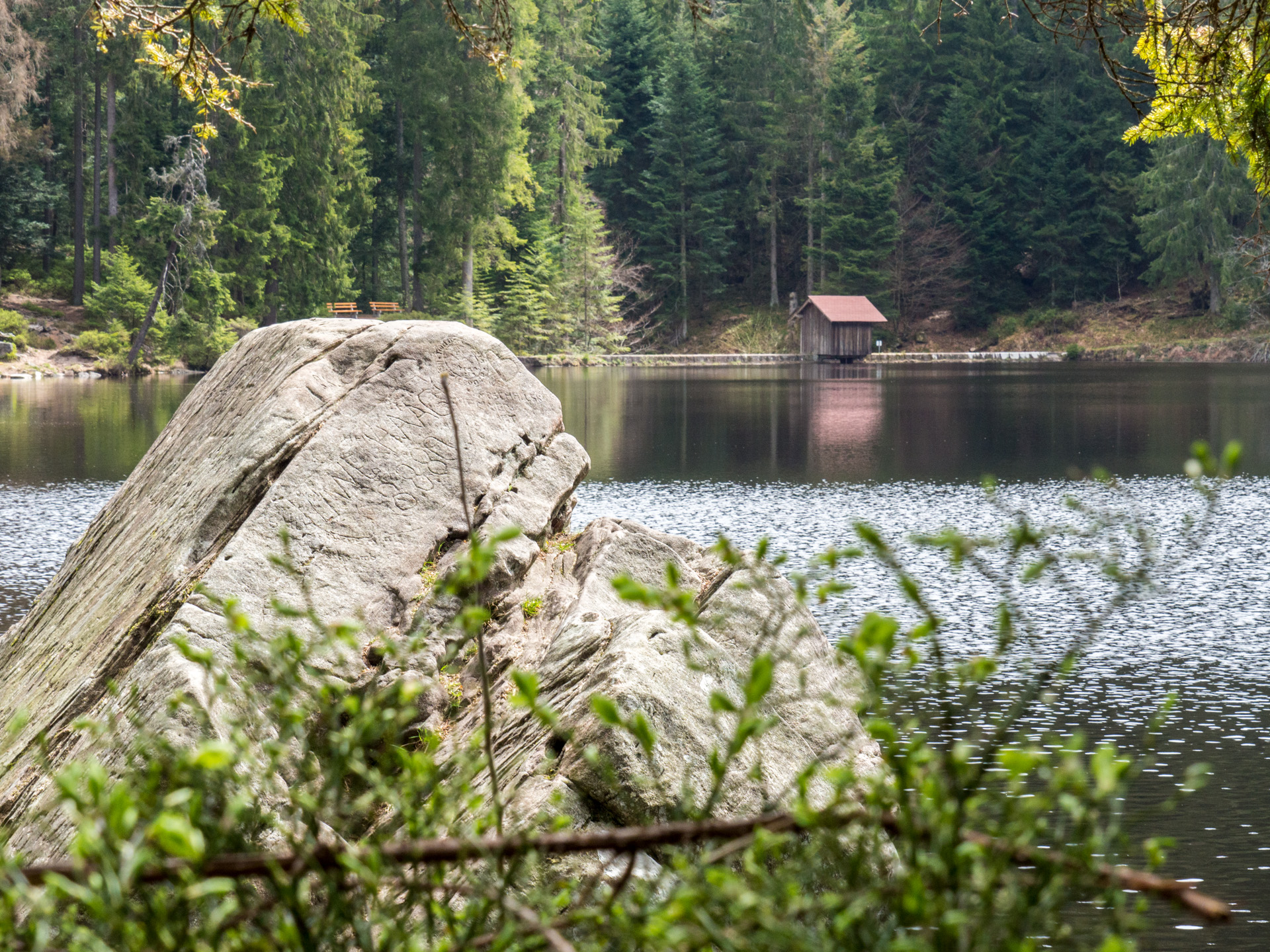
Glaswaldsee mit Staumauer vom jenseitigen Ufer
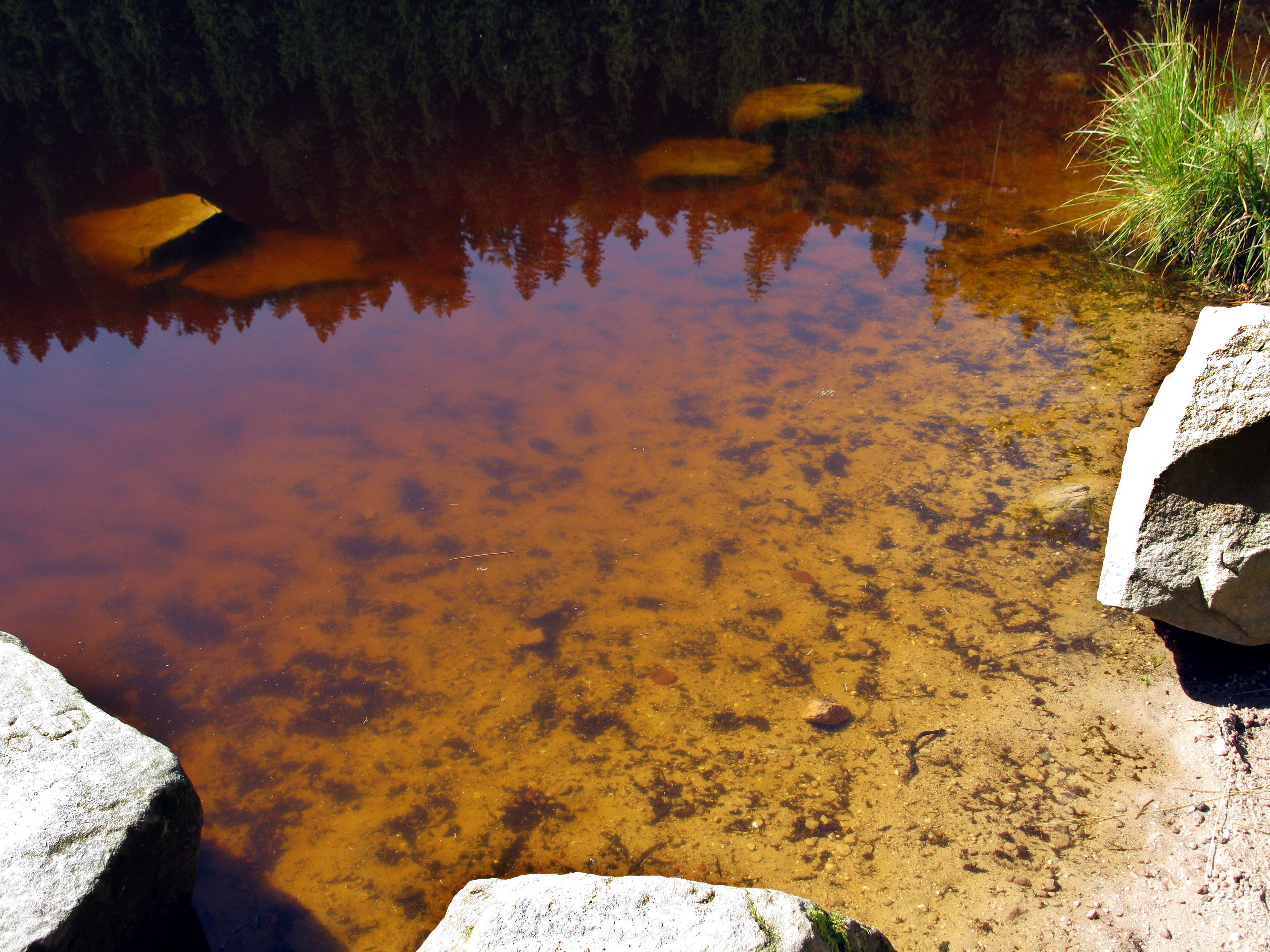
Wasser des Glaswaldsees
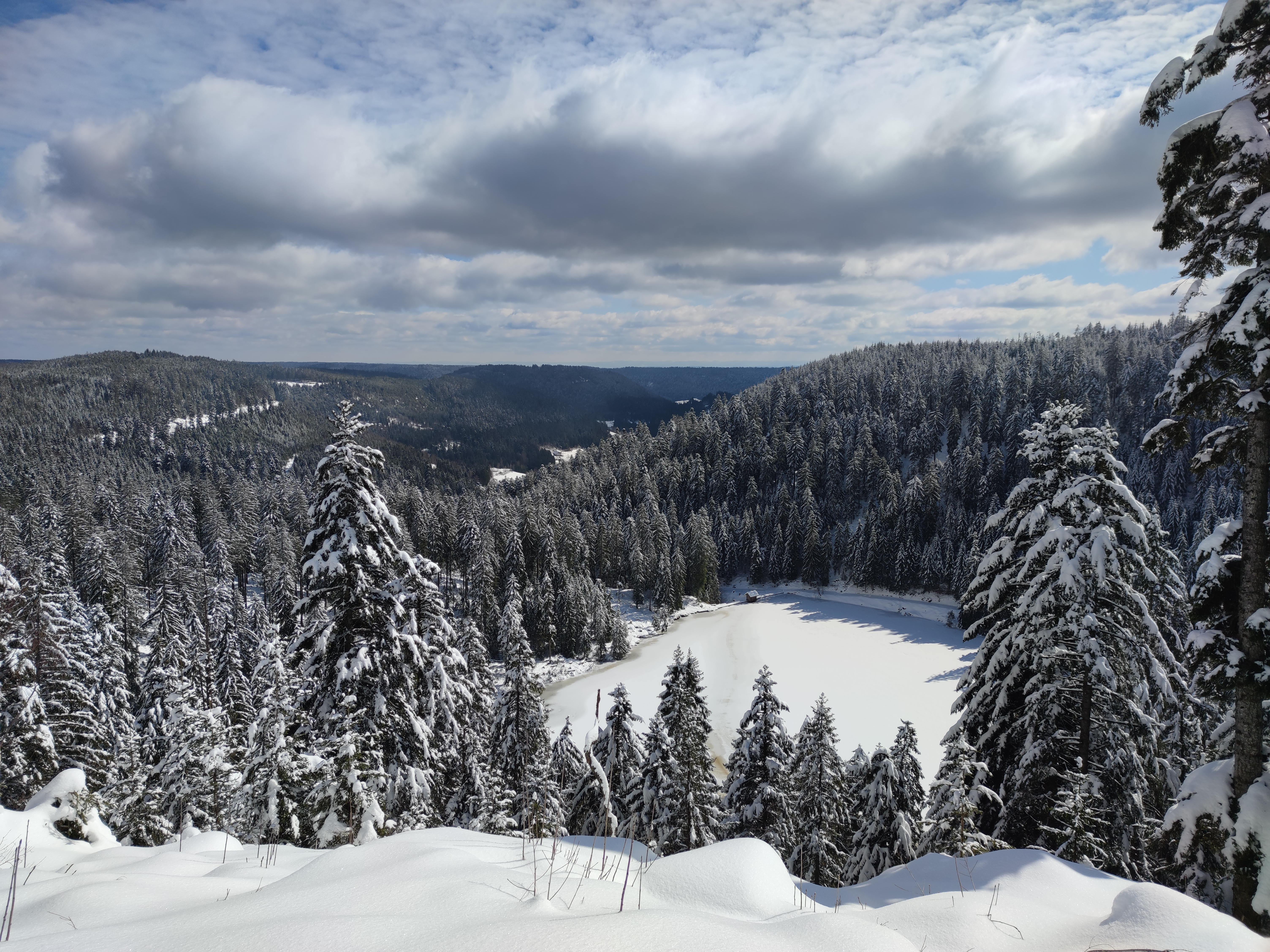
Blick auf den zugefrorenen Glaswaldsee vom Aussichtspunkt Seeblick